# Blygrå myrfågel
Blygrå myrfågel (Myrmelastes hyperythrus) är en fågel i familjen myrfåglar inom ordningen tättingar.

## Utbredning och systematik
Fågeln förekommer från södra Colombia till östra Peru, nordvästra Bolivia och sydvästra delen av Amazonområdet i Brasilien. Den behandlas som monotypisk, det vill säga att den inte delas in i några underarter.

## Status
IUCN kategoriserar arten som livskraftig.